# ردود الفعل على الأمر التنفيذي رقم 13769
تفاعلت العديد من المنظمات مع صدور الأمر التنفيذي رقم 13769، المعنون "حماية الأمة من دخول الإرهابيين الأجانب إلى الولايات المتحدة"، وهو أمر تنفيذي أصدره رئيس الولايات المتحدة دونالد ترامب . محليًا، انتقد أعضاء الكونغرس الديمقراطيون والجمهوريون، والجامعات، وقادة الأعمال، والشركات الكبرى، والأساقفة الكاثوليك، والمنظمات اليهودية، الأمر. ووقع نحو ألف دبلوماسي أمريكي على برقية معارضة ‏ للأمر، مسجلين بذلك رقمًا قياسيًا. انقسم الرأي العام، حيث أسفرت استطلاعات الرأي الوطنية الأولية عن نتائج متباينة. اندلعت احتجاجات ضد الأمر في المطارات والمدن.
على الصعيد الدولي، أثار الأمر إدانة واسعة النطاق، بما في ذلك من حلفاء الولايات المتحدة القدامى، على الرغم من أن بعض القادة أعربوا عن دعمهم له. وقد انتقد كبار المسؤولين في الأمم المتحدة حظر السفر وتعليق قبول اللاجئين  ومجموعة من 40 حائزًا على جائزة نوبل وآلاف الأكاديميين الآخرين. كما احتجت العشرات من المجموعات الطبية والعلمية على الأمر أيضًا.

## البيانات الرسمية
أشار خطاب دونالد ترامب، عقب توقيعه الأمر التنفيذي في 28 يناير/كانون الثاني 2017، إلى أن الغرض منه هو إبعاد "الإرهابيين الإسلاميين المتطرفين" عن الولايات المتحدة، مستشهدًا بهجمات 11 سبتمبر/أيلول. وفي 29 يناير/كانون الثاني 2017، أصدر ترامب بيانًا رسميًا يوضح فيه موقفه من الأمر التنفيذي. وقال ترامب إن سياسته "تشبه ما فعله الرئيس أوباما عام 2011 عندما حظر منح تأشيرات للاجئين من العراق لمدة ستة أشهر"، وصرح بأن الأمر التنفيذي لم يستهدف الدين، مشيرًا إلى أن "هناك أكثر من 40 دولة مختلفة حول العالم ذات أغلبية مسلمة لا تتأثر بهذا الأمر". واختتم ترامب حديثه قائلاً: "لدي مشاعر جياشة تجاه الأشخاص المتورطين في هذه الأزمة الإنسانية المروعة في سوريا". ذكر جلين كيسلر من صحيفة واشنطن بوست أن أوباما حد من الهجرة لمدة ستة أشهر، لكنه استمر في قبول اللاجئين خلال الأشهر الستة بأكملها ولم يحظر على جميع المواطنين (بما في ذلك حاملي البطاقة الخضراء) السفر إلى الولايات المتحدة، على الرغم من إعفاء المقيمين الدائمين الشرعيين منذ ذلك الحين من الأمر التنفيذي لترامب. قال جوناثان تشايت ‏ من مجلة نيويورك إن قضية عام 2011 تضمنت استجابة مؤقتة لمعلومات استخباراتية محددة بشأن لاجئين عراقيين مشبوهين يعيشان في بولينغ جرين بولاية كنتاكي وقال إن "التوقف الشامل لترامب في غياب أي خرق أُبلِغ عنه" غير قابل للمقارنة.
وذكر البيان أيضًا أن الأمر التنفيذي ينطبق على الدول التي سبق أن صنفتها إدارة أوباما كمصدر للإرهاب. واستند الأمر التنفيذي لإدارة ترامب إلى قانون HR158، أو قانون تحسين برنامج الإعفاء من التأشيرة ‏ ومنع سفر الإرهابيين لعام 2015، الذي أقره الكونغرس ووقعه الرئيس أوباما. وقد ألغى هذا القانون، الذي كان جزءًا من مشروع قانون إنفاق ضروري، قانون المخصصات الموحدة لعام 2016 ‏، امتياز الدخول بدون تأشيرة لمدة 90 يومًا لحاملي الجنسية المزدوجة من 38 دولة معفاة من التأشيرة ممن سافروا إلى دول محددة منذ عام 2011. وبدلًا من ذلك، أصبح بإمكان هؤلاء المسافرين الدخول بتأشيرة. وهذه الدول هي العراق وسوريا ودول مدرجة على قائمة الدول الراعية للإرهاب (إيران والسودان)، مع إضافة ليبيا واليمن والصومال لاحقًا من قبل وزير الأمن الداخلي.
في 30 يناير، استخدم السكرتير الصحفي للبيت الأبيض، شون سبايسر، حادثة إطلاق النار في مسجد مدينة كيبيك كمثال على الحاجة إلى سياسات لمكافحة الإرهاب قائلاً: "إنه تذكير رهيب بضرورة توخي الحذر، ولماذا يتخذ الرئيس خطوات ليكون استباقيًا، بدلاً من رد الفعل، عندما يتعلق الأمر بسلامة وأمن أمتنا". ومع ذلك، وكما أشارت صحيفة تورنتو ستار، كان من الغريب استخدام هذا المثال لأن المسلح المتهم لم يكن مسلمًا. كما ذكرت صحيفة الإندبندنت في المملكة المتحدة أن تعليقات سبايسر بدت وكأنها تستخدم الهجوم كمبرر لسياسات الرئيس الأمريكي لمكافحة الإرهاب، لكنها لم تحدد السياسات التي كان يشير إليها.
عقد سبايسر مؤتمرًا صحفيًا في 31 يناير، حيث قال إنه من غير الصحيح الإشارة إلى الأمر التنفيذي على أنه "حظر سفر"، وأن وسائل الإعلام فقط هي التي استخدمت هذه الكلمات لوصف الأمر. وعندما أشار مراسل قناة إن بي سي إلى أن ترامب نفسه استخدم الكلمة في حسابه الشخصي على تويتر، رد سبايسر بأن ذلك يعود إلى أن وسائل الإعلام هي من تستخدمها. كما واجه المراسل بأن أخبار إن بي سي كانت جزءًا من الالتباس بنشرها تقريرًا كاذبًا يفيد بأن وزير الأمن الداخلي جون كيلي لم يُستشار كما ينبغي قبل توقيع الأمر التنفيذي.
في الثاني من فبراير، استشهدت كيليان كونواي بحدثٍ وهمي، وهو مذبحة بولينغ غرين ‏، خلال مقابلة مع كريس ماثيوز من قناة إم إس إن بي سي، كسببٍ لمنع اللاجئين. ووفقًا لكونواي، وقعت مذبحة بولينج جرين عندما تسبب إرهابيان عراقيان تظاهرا بأنهما لاجئان في "مذبحة". وكان الحدث الذي كانت كونواي تنوي الاستشهاد به هو اعتقال رجلين عراقيين في بولينغ غرين بولاية كنتاكي، وُجهت إليهما تهمة الإرهاب الفيدرالي لمحاولتهما إرسال أموال وأسلحة إلى تنظيم القاعدة في العراق. واعتذرت كونواي عن خطئها.

### منشورات ترامب على تويتر وفيسبوك
دافع ترامب أيضًا عن أمره التنفيذي عبر تويتر. ففي 29 يناير، غرّد قائلًا: "بلادنا بحاجة إلى حدود قوية وتدقيق صارم، الآن. انظروا إلى ما يحدث في جميع أنحاء أوروبا، بل والعالم أجمع - إنها فوضى عارمة!"  وفي يوم الاثنين، واصل التغريد، حيث "قلل من أهمية عدد المسافرين المتأثرين بالتطبيق المتسرع لحظر السفر"، وفقًا لموقع بيزنس إنسايدر. كما كُتب في صحيفة واشنطن بوست أن تغريداته كانت تهدف إلى التقليل من تأثير الأمر التنفيذي على المسافرين. وفي عدة تغريدات أخرى يوم الاثنين، ألقى باللوم في تأخيرات السفر على عطل في أجهزة الكمبيوتر التابعة لشركة دلتا للطيران، و"المحتجين، ودموع السيناتور شومر". وقد حدث عطل الكمبيوتر الذي أشار إليه ترامب بالفعل يوم الأحد 29 يناير، أي بعد يومين من توقيع الأمر. دافع ترامب عن الأمر التنفيذي على تويتر، قائلاً إن البحث عن الإرهابيين لا يعني "اللطف" وأن "إذا أُعلن الحظر قبل أسبوع واحد، فسيتدفق "الأشرار" إلى بلادنا خلال ذلك الأسبوع. هناك الكثير من "الأشرار" هناك!"  في الأول من فبراير، غرّد ترامب قائلاً: "الجميع يتجادل حول ما إذا كان حظرًا أم لا. سمّه ما شئت، الأمر يتعلق بإبعاد الأشرار (ذوي النوايا السيئة) عن البلاد!"  في الرابع من فبراير، ردًا على حجب جيمس روبرت ‏ للأمر التنفيذي، غرّد ترامب قائلاً: "إلى أين ستؤول بنا بلادنا عندما يستطيع قاضٍ إيقاف حظر سفر لأسباب أمنية، ويستطيع أي شخص، حتى لو كانت نواياه سيئة، دخول الولايات المتحدة؟" ولاحقًا: "لأن الحظر قد رفعه قاضٍ، فقد يتدفق الكثير من الأشرار والخطرين إلى بلادنا. قرارٌ كارثي".
في الخامس من فبراير، نشر الرئيس ترامب خبرًا كاذبًا على صفحته على فيسبوك ‏، زاعمًا أن الكويت فرضت حظرًا مماثلًا على المهاجرين من عدة دول إسلامية، مستوحىً على ما يبدو من أمر ترامب التنفيذي. كان التعليق المرفق بالخبر المشترك "ذكي!"، وفي غضون 24 ساعة، حصد الخبر 250 ألف إعجاب وأكثر من 68 ألف مشاركة. بعد أن نشرت صحيفة برايتبارت نيوز، التي يرأسها ستيف بانون، مستشار ترامب، الخبر، على موقع سبوتنيك نيوز، وهو موقع دعاية روسي، وموقع إنفوورز، وهو موقع متطرف يُروج لنظريات المؤامرة، أصدرت حكومة الكويت بيانًا "تنفي فيه نفيًا قاطعًا" وجود مثل هذا الحظر، وذكرت أن المهاجرين من الدول التي يُفترض أنها محظورة "يتمتعون بكامل الحقوق" في الكويت.
في 8 فبراير، بعد تأييد الأمر التنفيذي لترامب في محكمة الاستئناف الأمريكية للدائرة التاسعة ‏، غرّد ترامب بغضب "أراكم في المحكمة، أمن أمتنا على المحك!" كما أخبر ترامب الصحفيين "إنه قرار سياسي وسنراهم في المحكمة... إنه قرار سنفوز به بسهولة في رأيي."  وصف ترامب القرار بأنه "مخزي" في تغريدة واقتبس سطرًا واحدًا من مقال لبنجامين ويتس (زميل أول في مؤسسة بروكينجز)، "ومن اللافت للنظر أنه في رأي [لجنة الدائرة التاسعة] بأكملها، لم تكلف اللجنة نفسها عناء الاستشهاد بهذا [  ."  ومع ذلك، دعم مقال ويتس قرار الدائرة التاسعة. جاءت تغريدة ترامب بعد دقائق فقط من مناقشة مقال الأخوين ويتس في مجلة لوفير على برنامج مورنينج جو على قناة إم إس إن بي سي. في اليوم التالي، وصف ويتس الأمر بأنه "مقلق" أن يستشهد ترامب بشيء "دون أن تكون لديه أي فكرة عن هوية المؤلف أو طبيعة المنشور، وفي الواقع دون قراءة بقية المقال".

## رد الفعل السياسي المحلي
واجه ترامب انتقادات لاذعة بسبب الأمر التنفيذي. كاد الديمقراطيون أن يتحدوا في إدانتهم لهذه السياسة، حيث قال زعيم الأقلية في مجلس الشيوخ تشاك شومر إن "الدموع تنهمر على خدود تمثال الحرية الليلة، حيث دُهس تقليدٌ أمريكيٌّ عريق، وهو الترحيب بالمهاجرين، والذي وُجد منذ تأسيس أمريكا". وقال السيناتور بيرني ساندرز من ولاية فيرمونت إن الأمر "يصب في مصلحة المتعصبين الذين يرغبون في الإضرار بأمريكا". ونددت السيناتور كامالا هاريس من كاليفورنيا ومجلس العلاقات الأمريكية الإسلامية بالأمر ووصفوه بأنه حظر على المسلمين. كما انتقدت وزيرتا الخارجية الأمريكيتان السابقتان مادلين أولبرايت  وهيلاري كلينتون أمر ترامب. وقال كيفن لويس، المتحدث باسم باراك أوباما، سلف ترامب، (في إشارة واضحة إلى الأمر) إن الرئيس السابق "يختلف اختلافًا جوهريًا" مع التمييز الديني. كتبت القاضية سونيا سوتومايور من المحكمة العليا الأمريكية رأيًا مخالفًا يفصل التحيز بدوافع عنصرية تعتقد أنه لعب دورًا في تشكيل هذه المسرحية، وخلصت إلى أنها كانت مدفوعة "بعداء ضد المسلمين، وليس بمبررات الأمن القومي التي ادعتها الحكومة 
بين الجمهوريين، أشاد البعض بالأمر، حيث قال رئيس مجلس النواب بول رايان إن ترامب "كان محقًا في التأكد من أننا نبذل قصارى جهدنا لمعرفة من يدخل بلادنا بالضبط"، مشيرًا إلى أنه يدعم برنامج إعادة توطين اللاجئين. كما أيد حاكم ألاباما روبرت بنتلي الأمر. وقال عضو الكونجرس الجمهوري بوب جودلات ‏ إنه "مسرور لأن الرئيس ترامب يستخدم الأدوات التي منحها له الكونجرس والسلطة الممنوحة له بموجب الدستور للمساعدة في الحفاظ على أمن أمريكا وضمان معرفتنا بمن يدخل الولايات المتحدة". ومع ذلك، انتقد بعض كبار الجمهوريين في الكونجرس الأمر. وفي بيان، أشار السيناتوران جون ماكين وليندسي غراهام إلى الارتباك الذي تسبب فيه الأمر وحقيقة أن "الأمر دخل حيز التنفيذ دون أي مشاورات تُذكر مع وزارات الخارجية والدفاع والعدل والأمن الداخلي". وصرح ماكين بأن الأمر "ربما، في بعض المناطق، سيمنح داعش المزيد من الدعاية". السيناتور سوزان كولينز، التي أعلنت في أغسطس 2016 أنها لن تصوت لترامب لأنها شعرت أنه "غير مناسب للمنصب"، اعترضت أيضًا على الحظر، ووصفته بأنه "واسع النطاق للغاية" وقالت إن "تنفيذه سيكون إشكاليًا على الفور". قدم العديد من أعضاء مجلس الشيوخ الجمهوريين الآخرين انتقادات أكثر هدوءًا. ردًا على بيان ماكين وجراهام، انتقدهما ترامب على تويتر في 29 يناير، متسائلاً عن موقفهما بشأن الهجرة وقال إنه "يجب عليهما تركيز طاقاتهما على داعش والهجرة غير الشرعية وأمن الحدود بدلاً من البحث دائمًا عن بدء الحرب العالمية الثالثة".
وقّع ستة عشر نائبًا عامًا ديمقراطيًا  على بيان مشترك يدين الأمر باعتباره غير دستوري، بما في ذلك نواب كاليفورنيا وبنسلفانيا ونيويورك. وذكر البيان أنهم يعتزمون "استخدام جميع أدوات مكاتبنا لمحاربة هذا الأمر غير الدستوري". وتعهد كل من حاكم ولاية فرجينيا تيري ماكوليف وحاكم ولاية نيويورك أندرو كومو بتكليف ولايتيهما بالنظر في كيفية مساعدة اللاجئين في مطارات الولاية.
وصف النقاد الأمر بأنه "حظر على المسلمين"  لاستهدافه الدول ذات الأغلبية المسلمة وإعطائه الأولوية للاجئين من الأقليات الدينية. إلا أن الرئيس ترامب صرّح بأن "هذا ليس حظرًا على المسلمين كما تزعم وسائل الإعلام"، بينما وصفه رودي جولياني، الذي زعم أنه ساعد في صياغة الأمر، بأنه بديل قانوني للحظر الديني الذي يستهدف المسلمين.
وفي وقت لاحق، أيدت المحكمة العليا الحظر، ورد ترامب قائلاً: "لقد أيدت المحكمة العليا السلطة الواضحة للرئيس في الدفاع عن الأمن القومي للولايات المتحدة".

### الاحتجاجات وتأثيرها على المطارات

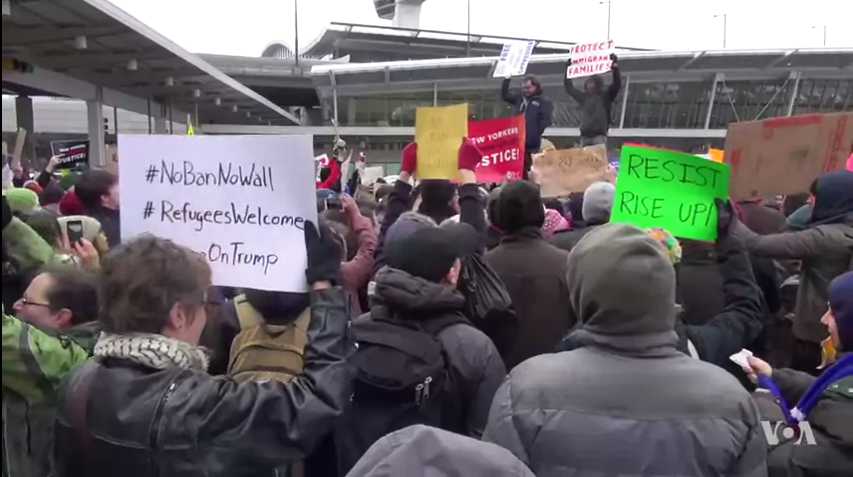
احتجاجات ضد الأمر في مطار جون إف كينيدي الدولي في نيويورك

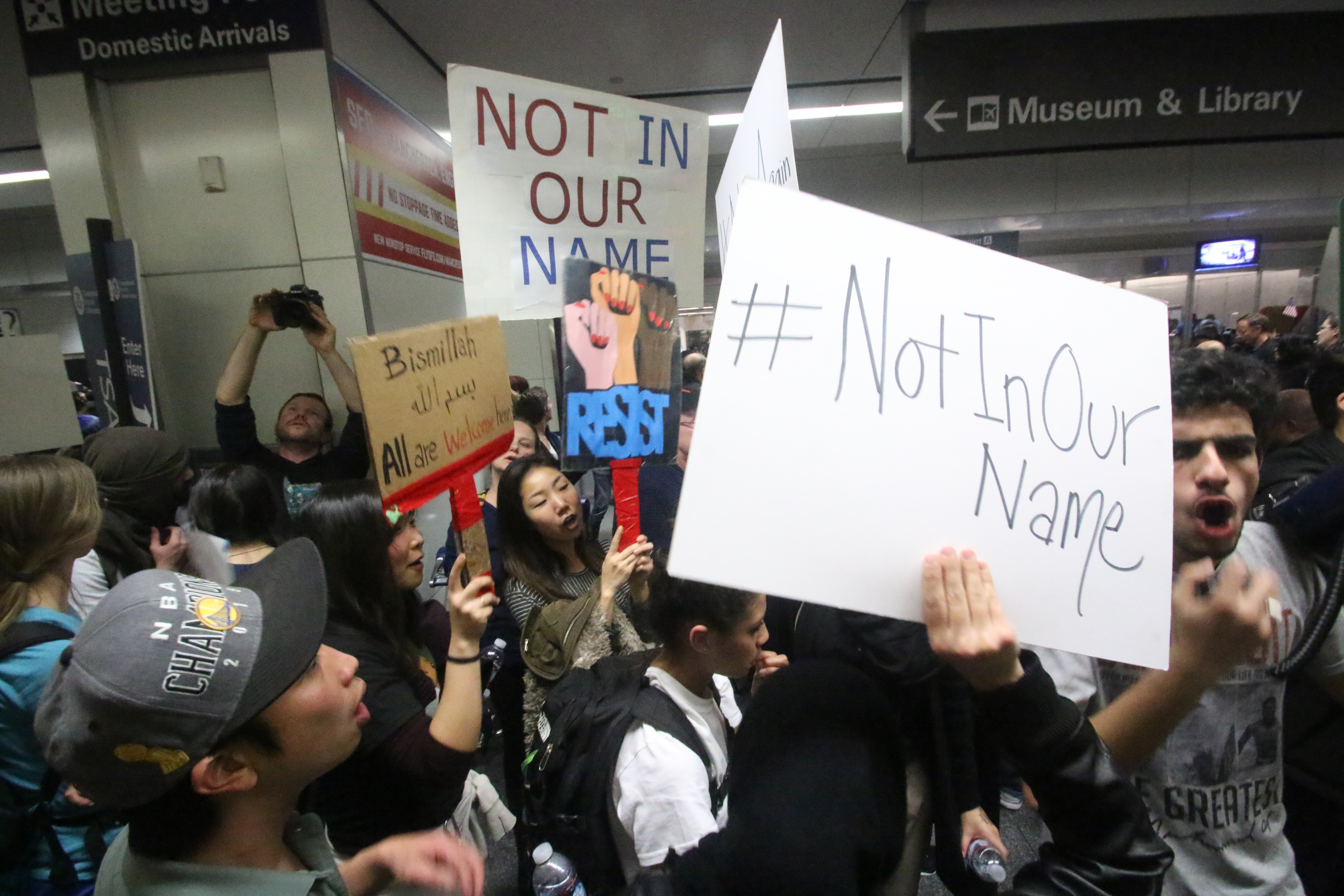
احتجاجات ضد الأمر في مطار سان فرانسيسكو الدولي في 29 يناير 2017

وفي 28 يناير/كانون الثاني وما بعده، تجمع آلاف المتظاهرين في المطارات وغيرها من المواقع في جميع أنحاء الولايات المتحدة للاحتجاج على توقيع الأمر واحتجاز المواطنين الأجانب.
- مطار ألباني الدولي – لم تُسجَّل أي تقارير عن احتجاز مسافرين في ألباني[73]
- مطار ألباكركي الدولي – يستقبل الرحلات الداخلية فقط[74]
- أتلانتا، مطار هارتسفيلد–جاكسون الدولي[75] – احتُجز 11 شخصًا في مطار أتلانتا قبل أن يمنع قاضٍ فيدرالي تنفيذ جزء من الأمر، كما أدّت الفوضى والارتباك الناتجان عن القرار إلى "وضع 40 لاجئًا متوجهين إلى أتلانتا في حالة من التعليق، وكانوا بالفعل في طريقهم عندما وقّع ترامب على القرار."[[76]
- بوسطن، مطار لوغان الدولي[77] – احتُجز أستاذان في كلية الهندسة بجامعة ماساتشوستس دارتموث، وهما إيرانيان يحملان صفة الإقامة الدائمة القانونية في الولايات المتحدة، في المطار قبل الإفراج عنهما بعد ساعات. وقد رفع الأستاذان دعوى قضائية أدّت إلى أن يوقف قاضٍ فيدرالي في بوسطن عمليات الترحيل.[78][79]
- شيكاغو، مطار أوهير الدولي[80] – تسبّب الأمر التنفيذي في يوم فوضوي بمبنى الرحلات الدولية في أوهير، حيث احتُجز 18 مسافرًا في اليوم التالي لإصدار القرار التنفيذي، وأُفرج عنهم جميعًا في نهاية المساء. تظاهر حشد من الآلاف، ولم تُسجَّل أي اعتقالات.[81]
- كوليدج ستيشن، تكساس – مطار إيستر وود – مطار حرم جامعة تكساس إيه آند إم[82]
- كولومبوس، أوهايو – مطار جون غلين الدولي[83]
- دالاس/فورت وورث الدولي[84] – أُفيد بأن نحو عشرين شخصًا احتُجزوا لفترة بموجب القرار.[85] أُفرج عن رجل عراقي على كرسي متحرك، كان مسافرًا بتأشيرة مهاجر خاصة، بعد احتجازه 15 ساعة؛ وذكر محامون متطوعون قدّموا التماسًا عاجلًا نيابة عنه أنّه استُهدف في العراق بسبب عمله مع الجيش الأمريكي.[86]
- دنفر، مطار دنفر الدولي – احتُجز عدد قليل من المسافرين ثم أُفرج عنهم في مطار دنفر، بينهم جرّاحان متزوجان من إيران كانا عائدين إلى منزلهما.[87] وانتهت مظاهرة سلمية استمرت ثلاث ساعات في المطار بعد أن أوقف قاضٍ فيدرالي تنفيذ القرار.[88]
- مطار ديترويت متروبوليتان[89]
- مطار هونولولو الدولي[90]
- هيوستن، مطار جورج بوش الدولي[91]
- مطار إنديانابوليس الدولي – تجمع عدة مئات من المتظاهرين داخل مدخل المطار، وكان من بين المتحدثين السيناتور جو دونيلي (ديمقراطي–إنديانا)، والنائب أندريه كارسون (ديمقراطي–إنديانا)، وعدد من قادة المجتمع الديني.[92][93]
- مطار لوس أنجلوس الدولي[80] – جرى التعامل بسرية تامة في مطار لوس أنجلوس الدولي؛ إذ رفض المسؤولون الإفصاح عن إحصاءات بعدد المرحَّلين أو عدد المحتجزين ومدة احتجازهم.[94]
- مطار ميامي الدولي[95]
- مطار مينيابوليس–سانت بول الدولي[96]
- نيويورك، مطار جون إف. كينيدي الدولي[97]
- مطار نيوآرك ليبرتي الدولي[98]
- مطار فيلادلفيا الدولي – احتُجز عدد من المسافرين في المطار قبل أن يبتّ قاضٍ فيدرالي في القضية؛ أُعيدت أسرتان مسيحيتان سوريتان من المهاجرين، كانتا محتجزتين في مطار فيلادلفيا، إلى الدوحة في قطر. وشارك نحو 200 شخص في احتجاج بالمطار، وانضم الحاكم توم وولف ورئيس البلدية جيم كيني.[99]
- مطار بورتلاند الدولي[100]
- مطار سولت ليك سيتي الدولي – "بينما احتُجز مهاجرون في مطارات أخرى بالبلاد، لم ترد أي مؤشرات على حدوث ذلك في سولت ليك سيتي. ولم يردّ قسم الأمن الداخلي الأمريكي، الذي كان يتلقى اتصالات من الصحفيين، على عدة مكالمات يوم السبت من صحيفة ذا سولت ليك تريبيون." تجمع عدة مئات من الأشخاص في المطار للاحتجاج على الأمر التنفيذي وإظهار الدعم لمجتمع اللاجئين في يوتا.[101]
- مطار ساكرامنتو الدولي – أدان حشد كبير في مطار ساكرامنتو الأمر التنفيذي، ولم تُسجَّل أي تقارير عن احتجازات في ساكرامنتو.[102]
- مطار سان أنجيلو الإقليمي[103]
- مطار سان أنطونيو الدولي[104]
- مطار سان دييغو الدولي – أكثر من 1000 متظاهر، كثير منهم يحملون العلم الأمريكي، احتجوا في المطار على مدى يومين اعتراضًا على الأمر التنفيذي. وذكر مسؤولو مطار سان دييغو أنه لم تُسجَّل أي حالات احتجاز في المطار بموجب القرار.[105]
- مطار سان فرانسيسكو الدولي – تظاهر حشد متنوع يضم أكثر من 1000 شخص في مطار سان فرانسيسكو الدولي. وفي 29 يناير، ذكر مسؤولو المطار أن خمسة أشخاص احتُجزوا بموجب القرار التنفيذي وأُفرج عنهم لاحقًا.[106]
- مطار سياتل–تاكوما الدولي[107]
- مطار واشنطن دولس الدولي[108]

انضم أعضاء الكونجرس الأمريكي، بما في ذلك السيناتور إليزابيث وارين ( ديمقراطية - ماساتشوستس ) والنائب جون لويس ( ديمقراطي - جورجيا ) إلى الاحتجاجات في ولاياتهم الأصلية. انضم المؤسس المشارك لشركة جوجل سيرجي برين ورئيس شركة واي كومبيناتور سام ألتمان إلى الاحتجاج في مطار سان فرانسيسكو. انضم حاكم ولاية فرجينيا، تيري ماكوليف، إلى الاحتجاج في مطار دالاس الدولي يوم السبت.
ردًا على الاحتجاجات، أغلق مشغلو مطار جون إف كينيدي الدولي في نيويورك ومطار سياتل تاكوما الدولي الوصول إلى المطار ( AirTrain JFK ومحطة القطار الخفيف SeaTac/Airport ‏، على التوالي). أمر حاكم نيويورك أندرو كومو باستئناف خدمة AirTrain، بينما أمرت شركة Sound Transit ‏ باستئناف خدمة القطار الخفيف في سياتل.

### الدبلوماسيون الأمريكيون
أنشأ أكثر من تسعمائة دبلوماسي أمريكي في وزارة الخارجية مذكرة أو "برقية معارضة" توضح خلافهم مع الأمر. أُرسِلَت المذكرة من خلال " قناة المعارضة ‏ "  التي وُضِعَت في عام 1971، في الأصل للسماح للقيادة العليا في وزارة الخارجية بالوصول إلى وجهات نظر مختلفة حول حرب فيتنام. في يوم الاثنين 30 يناير، أخبر السكرتير الصحفي للبيت الأبيض شون سبايسر الدبلوماسيين المعارضين بترك وظائفهم إذا لم يتفقوا مع إدارة ترامب  قائلاً "يجب عليهم إما الموافقة على البرنامج أو يمكنهم الرحيل"، على الرغم من القواعد التي تحمي المعارضين في وزارة الخارجية.

## ردود الفعل على وسائل التواصل الاجتماعي والمؤثرين المشاهير
بعد إعلان ترامب عن الأمر، بدأ الموضوع يتصدر تويتر. ظهر أول وسم من زكي برزنجي، الذي عمل في إدارة أوباما مديرًا مساعدًا أول للمشاركة العامة، وعمل وسيطًا مع المجتمعات الأمريكية المسلمة المتدينة. غرّد في الليلة التي سبقت إصدار الرئيس ترامب للأمر رسميًا في 25 يناير/كانون الثاني 2017. بعد فترة وجيزة، ظهرت وسوم مثل #حظر_المسلمين، و#حظر_السفر، و#لا_حظر_لا_جدار، و#أُحظُروا_ترامب_من_المملكة_المتحدة على مواقع التواصل الاجتماعي الأخرى. في يونيو 2017، وقعت هجمات إرهابية على جسر لندن. استغل دونالد ترامب الفرصة لإثبات فعالية سياسة حظر السفر، حيث غرّد قائلاً: "نحتاج إلى حظر السفر كمستوى إضافي من الأمان!". ندد عمدة لندن صادق خان، من بين آخرين، برده على الهجوم. ردًا على تغريداته والأمر التنفيذي، استخدمت الاحتجاجات عبر الإنترنت وسم #أُحظُروا_ترامب_من_المملكة_المتحدة الذي سبق زيارته الرسمية. وحصدت الاحتجاجات التي تطالب بإلغاء زيارة ترامب إلى المملكة المتحدة ما يصل إلى 1.5 مليون توقيع.
اُستُخدِم الفيسبوك على وجه الخصوص كوسيلة لتعبئة أولئك الذين كانوا يتفاعلون مع الحركة عبر الإنترنت إلى موقع فعلي من خلال صفحات أحداث الفيسبوك. سمح هذا لمئات الآلاف من المستخدمين بالتجمع في مواقع مختلفة والاحتجاج على أمر ترامب التنفيذي. ومع احتجاز الأفراد في المطارات، أثار بثّ هذه الاعتقالات على شبكات الأخبار حالة من الذعر بين المجتمعات المتضررة، وخاصةً المجتمعات المسلمة والمهاجرة. وأثارت هذه الخطوة ردود فعل عاطفية لدى العديد من مستخدمي وسائل التواصل الاجتماعي في شكل وسوم (هاشتاجات) دفعت المواطنين إلى التضامن مع الأسر المتضررة من الحظر.
منشور على إنستغرام حظي باهتمام كبير، وهو رسمٌ لجيمي هو. يُظهر الرسم تمثال الحرية الأمريكي وهو يعانق امرأةً مهاجرة. شاركت لورين جوريجي، عضوة فرقة فيفث هارموني الموسيقية، الصورة على حسابها على إنستغرام تضامنًا مع المتضررين من سياسة دونالد ترامب، مما أكسب الرسم شعبيةً واسعة.
أعرب المشاهير عن آرائهم بشأن الأمر التنفيذي على منصات التواصل الاجتماعي، مثل فيسبوك وتويتر. غردت نجمة تلفزيون الواقع، كيم كارداشيان، بإحصائيات مصحوبة بصورة بعنوان "عدد الأمريكيين الذين يُقتلون سنويًا"، متبوعة بإحصائيات تُدين الأمر. غرّد الممثل سيث روغان قائلاً: "عرضت ساسكاتشوان استقبال اللاجئين العالقين بسبب #حظر_المسلمين. لقد زرت ذلك، والوضع رائع."  شاركت الناشطة الباكستانية، ملالا يوسف زاي، بيانًا على فيسبوك، قالت فيه إنها "مُفجوعة لأن أمريكا تُدير ظهرها لتاريخها الحافل بالترحيب باللاجئين والمهاجرين."  غرّدت كيري واشنطن قائلةً: "أشعر بالضيق اليوم بسبب #حظر_المسلمين." 
كان لمراد عواودة دورٌ في التأثير على شعبية هاشتاغ #لا_حظر_لا_جدار. كان عواودة مديرًا لائتلاف نيويورك للهجرة، ونشر إحدى أكثر التغريدات تداولًا بعد إعلان الأمر التنفيذي لدونالد ترامب بفترة وجيزة. غرّد قائلًا: "تحركوا: توجهوا إلى مطار جون كينيدي في مبنى الركاب رقم 4 للاحتجاج السريع الآن! #لا_حظر_لا_جدار #حظر_المسلمين #قاوموا". حظيت هذه التغريدة بآلاف إعادة التغريد، وأشعلت شرارة واحدة من أولى موجات توافد الناس إلى مطار جون كينيدي في أول احتجاج فعلي ضد الأمر التنفيذي رقم 13769.
وتضمنت ردود الفعل الإعلامية الأخرى فيلما قصيرا للكاتب جيسون رضائيان من صحيفة واشنطن بوست، والذي سلط الضوء على انفصال الزوجين بسبب الحظر.

## الأمم المتحدة وجماعات حقوق الإنسان
قال الأمين العام للأمم المتحدة ، أنطونيو غوتيريش، إن حظر السفر "ينتهك مبادئنا الأساسية. وأعتقد أنه غير فعال إذا كان الهدف هو منع الإرهابيين من دخول الولايات المتحدة". وندد مفوض الأمم المتحدة السامي لحقوق الإنسان، زيد رعد الحسين، بحظر السفر، وكتب أنه "يهدر الموارد اللازمة لمكافحة الإرهاب بفعالية" وهو غير قانوني بموجب القانون الدولي لحقوق الإنسان.
وفي بيان مشترك، حث مكتب المفوض السامي للأمم المتحدة لشؤون اللاجئين والمنظمة الدولية للهجرة إدارة ترامب الجديدة على اتباع "السياسة الأمريكية الراسخة في الترحيب باللاجئين"، وجاء في البيان: "نعتقد اعتقادا راسخا أن اللاجئين يجب أن يتلقوا معاملة متساوية للحماية والمساعدة، وفرص إعادة التوطين، بغض النظر عن دينهم أو جنسيتهم أو عرقهم".
وقد أدانت منظمة العفو الدولية حظر السفر، وتعهدت بمقاومته؛ ووصف مدير منظمة العفو الدولية في الولايات المتحدة الأمريكية ‏ الأمر التنفيذي بأنه "خطير"، بينما قال مدير منظمة العفو الدولية في المملكة المتحدة إنه "مروع ومثير للصدمة" وأعرب عن خشيته من أن يصبح الحظر دائمًا. وبالمثل، أدانت هيومن رايتس ووتش هذا الإجراء، قائلة إن "قرار تقليص برنامج اللاجئين بشكل جذري سيترك عشرات الآلاف معرضين لخطر الاضطهاد أو ما هو أسوأ ويتنازل عن القيادة الأمريكية في قضية بالغة الأهمية" ولن يجعل الولايات المتحدة أكثر أمانًا.
أدانت لجنة الإنقاذ الدولية الأمر التنفيذي؛ وقال رئيسها ديفيد ميليباند إن الأمر التنفيذي يمثل "اختباراً للعالم الغربي... حول ما إذا كنا نتمسك بقيم عدم التمييز والقيم العالمية للحرية من الاضطهاد أم لا". كما وصفه ميليباند بأنه "هدية دعائية لكل أولئك الذين يريدون إلحاق الأذى بالولايات المتحدة".
عقدت اللجنة الأمريكية لحقوق الإنسان جلسةً موضوعيةً لمراجعة الأمر التنفيذي في 21 مارس/آذار 2017، حيث تحدث ممثلو الاتحاد الأمريكي للحريات المدنية ولجنة مكافحة التمييز الأمريكية العربية عن الحظر. وخلافًا للعادة السابقة، لم ترسل الحكومة الأمريكية أي ممثلين إلى الجلسة.

## العلماء والخبراء
وقّع واحد وخمسون حائزًا على جائزة نوبل، إلى جانب آلاف العلماء الآخرين، بمن فيهم حائزون على ميدالية فيلدز، وحائزون على ميدالية جون بيتس كلارك، وأعضاء الأكاديمية الوطنية للعلوم، عريضة تدين الأمر التنفيذي، مشيرين إلى أن الأمر يفرض "معاملة غير أخلاقية وتمييزية للمهاجرين الملتزمين بالقانون، والمجتهدين، والمتكاملين جيدًا، وهو ما يتعارض بشكل أساسي مع المبادئ التأسيسية للولايات المتحدة" ويضر بالمصلحة الوطنية. كما أدانت الحائزة على جائزة نوبل للسلام ملالا يوسف زاي الأمر التنفيذي.
انتقدت هيئة تحرير صحيفة وول ستريت جورنال الأمر التنفيذي لترامب ووصفته بأنه "خطأ فادح وواسع النطاق". ووصفت صحيفة نيويورك تايمز الأمر التنفيذي بأنه "قاسٍ ومتعصب وجبان ومُحبط للذات"، ووصفته بأنه "قرار غير دستوري صارخ" و"غير أمريكي" أدى إلى تفاقم "الضرر والمعاناة". ... على العائلات التي كان لديها كل الأسباب للاعتقاد بأنها نجت من المذبحة والاستبداد في أوطانها لتصل إلى أمة مليئة بالأمل بشكل فريد". أدانت صحيفة ساكرامنتو بي الأمر ووصفته بأنه "مقزز، وقاسٍ، ومخزٍ، وخاطئ على كل المستويات، إلى حد عدم الكفاءة". وصفت صحيفة بوسطن غلوب هذا الفعل بأنه "مخزٍ" و"مسيء"، قائلة إنه لا يفشل في حماية الأمريكيين فحسب، بل إنه "يمنح داعش انتصارًا دعائيًا، ويبدو أنه يبرر الادعاء بأن الولايات المتحدة تسعى إلى المسلمين".
قال مايكل هايدن، الذي خدم الرؤساء كلينتون وبوش وأوباما في مناصب استخباراتية رفيعة المستوى، بما في ذلك مدير وكالة الأمن القومي ومدير وكالة المخابرات المركزية، عن الأمر التنفيذي: 
إنها خطوة مروعة. إنها خطوة سياسية وأيديولوجية مدفوعة بخطاب حملة [ترامب] الانتخابية ووعودها التي رُوّج لها بتضخيم التهديد، وفي الواقع، ما تفعله [الولايات المتحدة] الآن ربما جعلنا اليوم أقل أمانًا مما كنا عليه صباح الجمعة قبل صدور [الأمر التنفيذي]. لأننا نعيش الآن أسوأ رواية جهادية ممكنة: أن هناك عداوة أبدية بين الإسلام والغرب. يُعرض الآن على المسلمين الذين لم يكونوا جزءًا من الحركة الجهادية أن القصة التي رواها لهم الجهاديون - "إنهم يكرهوننا، إنهم أعداؤنا" - تُنفّذها الحكومة الأمريكية. وبصراحة، على المستوى الإنساني، إنه أمر شنيع.

### المجتمع الأكاديمي والعلمي
وقّع أكثر من 6000 أستاذ جامعي على عريضة وطنية خلال عطلة نهاية الأسبوع من 28 يناير/كانون الثاني، احتجاجًا على الأمر التنفيذي. وقد جمعت رسالة تندد بحظر الهجرة، بحلول الأول من فبراير/شباط، أكثر من 18000 توقيع من الأكاديميين. وأصدر قادة عدد كبير من الكليات والجامعات بيانات ضد حظر الهجرة. وانتقد الأكاديميون الأمر التنفيذي لما تسبب به من اضطراب في التعليم لدى بعض الطلاب، وللارتباك في مضمونه، وفي "كثير من الحالات، أعربوا عن غضبهم الأخلاقي". ودعت رابطة الجامعات الأمريكية إلى إنهاء حظر الهجرة "بأسرع وقت ممكن". وطلبت جامعة جونز هوبكنز من الطلاب وأعضاء هيئة التدريس تجنب السفر خارج الولايات المتحدة. وتعهد أكثر من 4500 أكاديمي دولي بمقاطعة المؤتمرات التي تُعقد في الولايات المتحدة.
تأثر أيضًا العلماء الذين يعملون في الولايات المتحدة والذين ينتمون إلى البلدان المستهدفة، مما أدى إلى تقطع السبل ببعض العلماء في بلدان أخرى أو ابتعادهم عن أحبائهم وأبحاثهم. أجرت مجلة نيتشر مقابلات مع أكثر من 20 باحثًا وعلماء تأثروا. وقد تعهد بعض العلماء في بلدان أخرى "بالتوقف عن مراجعة المقالات العلمية في المجلات الأمريكية كوسيلة لمعارضة هذه السياسة".
وفقًا للخبراء، من غير المرجح أن يُخفِّض أمر ترامب "بشكل كبير من التهديد الإرهابي في الولايات المتحدة"، ويعتقد العديد من الخبراء أن العواقب غير المقصودة للأمر ستزيد من تفاقمه. صرّح البروفيسور تشارلز كورزمان ‏ من جامعة نورث كارولينا بأنه منذ هجمات 11 سبتمبر عام 2001، "لم يُقتل أحد في الولايات المتحدة في هجوم إرهابي نفذه مهاجرون من أو هاجر آباؤهم من" الدول السبع المستهدفة بالأمر. كما أشار بعض الخبراء إلى "وجود عشوائية" في اختيار الدول المتأثرة بالأمر؛ فعلى سبيل المثال، لم تُدرج المملكة العربية السعودية ومصر في القائمة رغم وجود العديد من الجماعات الجهادية هناك، كما لم تُدرج باكستان وأفغانستان في القائمة رغم تاريخهما الطويل من التطرف؛  بينما وجد آخرون، بمن فيهم اثنان من كبار محامي الأخلاقيات السابقين في البيت الأبيض، علاقة محتملة بين حالات الاستبعاد من الأمر والمصالح التجارية لمنظمة ترامب.
قال البروفيسور خوان كول من جامعة ميشيغان إن ستًا من الدول السبع المذكورة في الأمر (باستثناء اليمن) قد اُقتُرِحت كأهداف لتغيير النظام في ورقة سرية مزعومة أصدرها مكتب وزير الدفاع ‏ في خريف عام 2001 بعد أحداث 11 سبتمبر. وقد قدم الجنرال السابق ويسلي كلارك هذا الادعاء في مذكراته عام 2007 بعنوان "حان وقت القيادة". وأشار كول إلى أن "الوضع الفعلي هو عكس ما أعلنه ترامب. فهذه ليست دولًا تشكل خطرًا على الولايات المتحدة، بل هي دول تشكل الولايات المتحدة عليها خطر عدم الاستقرار وملايين النازحين".
فيما يتعلق بمشروعية الأمر، أشار بيتر سبيرو في مقابلة إلى احتمال إلغاء المحاكم للأمر التنفيذي على أساس مبدأ المساواة في الحماية، حتى لو قبلت السلطة المطلقة للرئيس. ورغم أن إدارة ترامب تجادل بأن الأمر التنفيذي يخدم غرضًا من أغراض مكافحة الإرهاب، فإن المحاكم، وفقًا لسبيرو، ستعتبر هذه الحجة غير منطقية. ويستشهد سبيرو بـ"أكثر من ألف موظف في الخدمة الخارجية" الذين يؤكدون أن الأمر "لا يحقق أي هدف لمكافحة الإرهاب، بل ينتقص من قيم الأمن القومي". علاوة على ذلك، ستلعب القصص الإنسانية المؤلمة للمهاجرين واللاجئين المتأثرين بالأمر دورًا في أحكام المحاكم. وفي المقابلة نفسها، اتفق أنيل كالهان من كلية توماس ر. كلاين للحقوق مع منطق سبيرو، وأضاف: "من الواضح جدًا أن الأمر لم يخضع لمراجعة كافية داخل السلطة التنفيذية قبل إصداره، وأعتقد أن ذلك سيسيء إلى الحساسيات القضائية". قال كالهان أيضًا إنه يعتقد أن الاحتجاجات ضد الأمر التنفيذي قد تُقنع المحاكم بأنها تعمل بتوافق مع الدعم الشعبي، وبالتالي لن تضطر للقلق بشأن المساس بشرعية المحكمة بعدم خضوعها للسلطة التنفيذية. ويرى كلٌّ من سبيرو وكلهان أن الأمر التنفيذي غير دستوري.
ترك الأمر التنفيذي الكليات والجامعات الأمريكية في حالة من الفوضى وسط ارتباك بشأن نطاقه الكامل ومداه. طلبت عدة جامعات، منها جامعة جونز هوبكنز وجامعة فرجينيا وجامعة جورج واشنطن، من الطلاب وأعضاء هيئة التدريس المتأثرين به تجنب السفر إلى الخارج خوفًا من منعهم من العودة إلى البلاد. وصرح نائب رئيس رابطة الجامعات الأمريكية للعلاقات الفيدرالية بأن الحظر "مُزعج للغاية"، وخاصةً لطلاب الدراسات العليا الباحثين. وقال رؤساء الجامعات وغيرهم من قادة التعليم العالي إن الأمر "قد يُلحق الضرر في نهاية المطاف بالقدرة التنافسية للبلاد إذا لم يعد أفضل وألمع الباحثين يرغبون في الدراسة أو العمل في الولايات المتحدة"، مما يُضعف التفوق الأمريكي في مجال التعليم العالي.
مُنِعَ العديد من الأكاديميين من الدخول ولم يتمكنوا من عرض أعمالهم: مُنِعَت عالمة الأعصاب الإيرانية ليلى أكبري من حضور المؤتمر السنوي لجمعية علوم الأعصاب وتقديم بحثها، كما غرد عالم وظائف الأعصاب ماثيو ليفيت بأن زميله الإيراني في المختبر لم يتمكن من حضور المؤتمر أيضًا.

### مراكز الفكر
وصف بنجامين ويتس من مؤسسة بروكينغز الأمر بأنه "خبيثٌ مُخففٌ بالعجز"، قائلاً إنه "سيُسبب معاناةً وبؤساً لعشرات أو مئات الآلاف من الناس ، لأن هذا هو بالضبط ما صُمم من أجله ". ووصف إيليا سومين ‏، أستاذ القانون والمدون الليبرالي، الأمر بأنه "قاسٍ وغير مُجدٍ"، قائلاً: "إنه يُلحق ضرراً بالغاً بآلاف الناس، وفي الوقت نفسه يُعرّض الأمن القومي للخطر". صرّح جوناثان إتش. أدلر بأن "درجة العجز الإداري في تنفيذ الأمر مُذهلة"، منتقداً "الطريقة المُتهورة والمُتهورة التي وُضع بها هذا الأمر التنفيذي ونُفّذ".
في ورقة تحليل المخاطر التي أجراها أليكس نوراستيه لمعهد كاتو عام 2016، ذكر نوراستيه أن "فرصة مقتل أمريكي في هجوم إرهابي بسبب لاجئ هي 1 من 3.64 مليار سنويًا". ونقلت صحيفة الإيكونوميست عن ورقة نوراستيه قولها إن هذا يجعل الموت بسبب الأبقار والألعاب النارية والمصاعد المعطلة أكثر احتمالًا، ووصفت أمر ترامب بأنه "لا قيمة له تقريبًا".

## ردود الفعل الدولية
وقد أثار هذا الأمر إدانة واسعة النطاق من جانب المجتمع الدولي، بما في ذلك حلفاء الولايات المتحدة منذ فترة طويلة.

### القادة الغربيون
كندا – صرّح رئيس الوزراء الكندي جاستن ترودو أنّ كندا ستواصل استقبال اللاجئين بغضّ النظر عن ديانتهم. وبناءً على طلب جيني كوان، عضوة البرلمان عن فانكوفر الشرقية، دعا رئيس مجلس العموم جيف ريغان إلى مناقشة طارئة في مجلس العموم الكندي بشأن القرار في 31 يناير. وأصدرت منظمات المجتمع المدني الكندية، بما في ذلك رابطة الحريات المدنية الكندية والفرع الوطني لمنظمة العفو الدولية، بيانات دعت إلى تعليق اتفاقية البلد الثالث الآمن بين كندا والولايات المتحدة. وفي يوليو 2020، قضت المحكمة الفيدرالية في كندا بأنّ اتفاقية البلد الثالث الآمن المبرمة مع الولايات المتحدة لا تملك أي قيمة، إذ أنّ أمريكا دأبت على انتهاك حقوق اللاجئين.

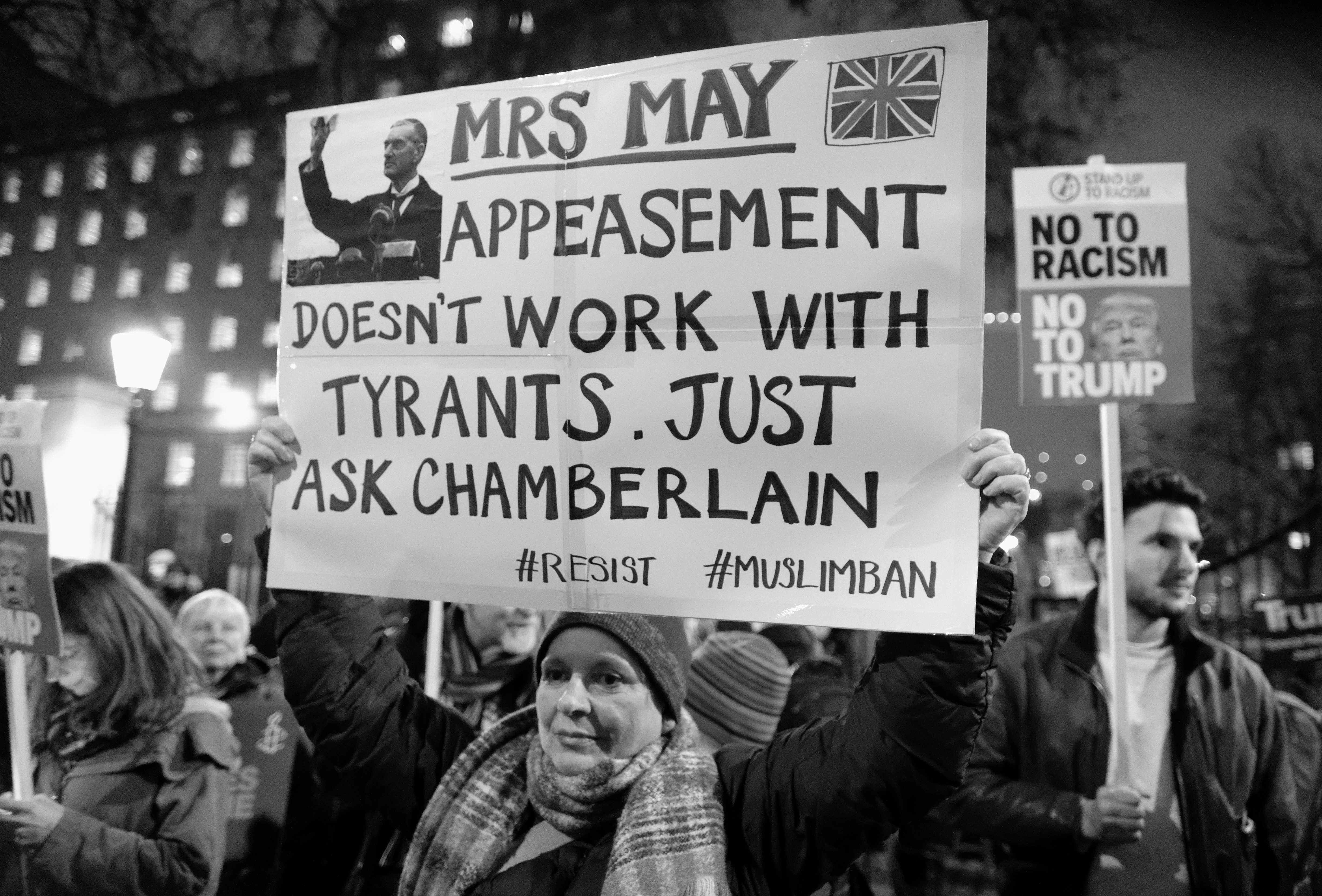
احتجاج في لندن ضد الأمر، ومقارنة بين عرض ماي لزيارة دولة واسترضاء تشامبرلين لهتلر.

- المملكة المتحدة – ترددت رئيسة الوزراء البريطانية تيريزا ماي في البداية في إدانة السياسة، إذ كانت قد التقت بترامب في اليوم السابق، وقالت إنّ "الولايات المتحدة مسؤولة عن سياستها الخاصة بشأن اللاجئين".[167][168] وقال النائب المحافظ نديم زهاوي، عضو البرلمان عن ستراتفورد-أبون-آفون والمولود في العراق، إنّه وزوجته (وهي أيضًا بريطانية من أصل عراقي) أُبلِغا بعدم إمكانية زيارتهما للولايات المتحدة، رغم أنّهما لم يعودا يحملان الجنسية العراقية، ووصف الحظر بأنه "مهين ومحزن".[169] وفي اليوم التالي، أصدر مكتب رئيسة الوزراء بيانًا قال فيه إن ماي "لا تتفق مع هذا النوع من النهج"، وإنّه "ليس نهجًا ستتبناه [المملكة المتحدة]".[170] وقال وزير الخارجية بوريس جونسون إن وصم الأشخاص الناتج عن مثل هذا النهج "مُفرّق وخاطئ". كما ذكر مكتب الخارجية أنّه تلقّى توضيحًا للسياسة، وأنّها ستُطبَّق على حاملي الجنسيات المزدوجة فقط إذا كانوا يسافرون إلى الولايات المتحدة من إحدى الدول المدرجة في القائمة.[171] وقال سياسيون بريطانيون آخرون، منهم زعيم المعارضة جيريمي كوربين، وزعيم الديمقراطيين الأحرار تيم فارون، وعمدة لندن صادق خان، إنّ ترامب لا ينبغي أن يأتي إلى المملكة المتحدة في زيارة رسمية، وقال كوربين: "لست سعيدًا بمجيئه إلى هنا ما لم يُرفع ذلك الحظر".[172] وقد وقّع أكثر من 1.6 مليون شخص على عريضة برلمانية رسمية جاء فيها أنّ "التمييز ضد النساء والابتذال الموثقان جيدًا في سلوك دونالد ترامب يجعلان من غير المناسب استقباله من قبل جلالة الملكة أو أمير ويلز".[173][174]
- فرنسا – حذّر الرئيس فرانسوا هولاند من النهج الحمائي الذي اتبعه الرئيس الأمريكي ترامب، وقال وزير الخارجية الفرنسي جان مارك أيرولت: "استقبال اللاجئين الفارين من الحرب، والهاربين من القمع، جزء من واجباتنا".[175]
- ألمانيا – قالت المستشارة أنجيلا ميركل إنّ "المعركة الضرورية والحاسمة ضد الإرهاب لا تبرّر الاشتباه العام بالأشخاص بناءً على أصل معيّن أو دين معيّن"[176]، وفي اتصال هاتفي مع ترامب، شرحت له التزامات أمريكا بموجب اتفاقية اللاجئين.[176] وقال وزير الخارجية زيغمار غابرييل إنّ "الولايات المتحدة بلد تتمتع فيه التقاليد المسيحية بأهمية كبرى. حبّ الجار قيمة مسيحية رئيسية، ويشمل ذلك مساعدة الناس".[177] وكان من بين المتضررين من القرار عضو البوندستاغ أوميد نوريبور، الحامل للجنسيتين الألمانية والإيرانية، ونائب رئيس مجموعة الصداقة البرلمانية الألمانية–الأمريكية؛ وقد ذكرت هيئة البث الألمانية دويتشه فيله في تقريرها عن القصة أنّ "نوريبور يرمز إلى لا عقلانية سياسة تعليق استقبال اللاجئين وحظر الدخول المؤقت التي ينتهجها الرئيس الأمريكي دونالد ترامب".[178] وقال نوريبور إنّه "سعيد وفخور جدًا بكل أولئك الأشخاص في المطار الذين يحتجون، وبالمحامين المتطوعين الذين حققوا إنجازات كبيرة. هذه أفضل الأسباب التي تدفعني للقول إنه مهما فعلت الإدارة، سأظل أحب الولايات المتحدة دائمًا".[178] ويُعتقد أنّ نحو 100 ألف ألماني تأثروا بالقانون، ومعظمهم من حاملي الجنسيتين الألمانية والإيرانية الذين لا يُسمح لهم قانونيًا بالتخلي عن الجنسية الإيرانية.[178][179] وذكر المتحدث باسم ميركل أنّ الحكومة الألمانية "ستُمثّل مصالحهم عند الحاجة أمام شركائنا الأمريكيين".[178] وطالب حزب الخضر الألماني، إذا لم يُرفع الأمر التنفيذي، بأن يُمنع ترامب من دخول ألمانيا، وبالتالي يُحظر عليه حضور قمة مجموعة العشرين المقبلة في هامبورغ.[180]
- أستراليا – ذكرت بعض وسائل الإعلام أنّ رئيس الوزراء الأسترالي مالكولم تيرنبول تجنّب التعليق علنًا على القرار، وقال إنّه "ليس من مهامي" انتقاده.[181][182] وانتقدت صحيفة سيدني مورنينغ هيرالد تصريح تيرنبول واعتبرته موقفًا "إيجابيًا" تجاه السياسة.[181][182] لكن الرأي العام الأسترالي تغيّر بعد تغريدة لترامب بدت وكأنها تشكك في اتفاق بشأن اللاجئين كان تيرنبول وأوباما قد توصلا إليه مسبقًا. وكان الاتفاق سيتيح للولايات المتحدة "النظر في" استقبال ما يصل إلى 1250 طالب لجوء من مراكز الاحتجاز الأسترالية في جزيرتي مانوس وناورو، ووصفه ترامب على تويتر بأنه "اتفاق غبي" سيقوم بـ"دراسته".[183] وفي مكالمة هاتفية خاصة مع تيرنبول، ذهب ترامب أبعد من ذلك ووصفه بأنه "أسوأ اتفاق على الإطلاق".[183] وفي مقابلة إذاعية، نفى تيرنبول أن تكون المكالمة—التي استمرت 25 دقيقة بدلًا من الساعة المقررة—قد انتهت لأن ترامب أنهى الاتصال، لكنه قال إنه "يتوقع استمرار الالتزام بالاتفاق".[183] وذكرت الصحفية الأسترالية لورا جايس من قناة سكاي نيوز أستراليا، استنادًا إلى مصادر حكومية، أن تيرنبول بات يرى ترامب "متنمّرًا، ولمواجهة المتنمّر يجب أن تتنمّر عليه بالمثل".[184]
- التخليص المسبق للحدود الأمريكية في مطار شانون .

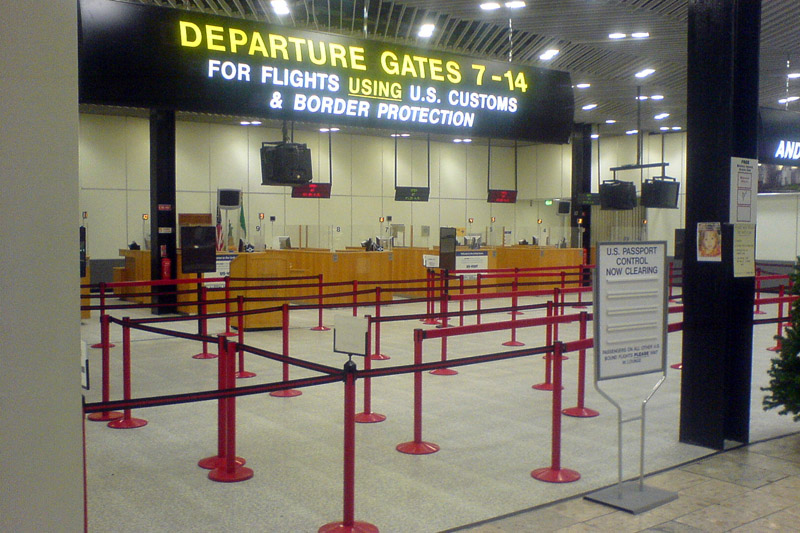
التخليص المسبق للحدود الأمريكية في مطار شانون.

- أيرلندا – قال إندا كيني، رئيس وزراء إيرلندا، إنّه "يعارض بشكل جوهري" القرار.[185] وتسمح إيرلندا حاليًا لموظفي الحدود الأمريكيين بتنفيذ إجراءات التفتيش المسبق في مطار دبلن ومطار شانون، وقد أشار عدد من السياسيين الإيرلنديين، من بينهم وزيرة في الحكومة كاثرين زابوني، إلى أنّ تطبيق القرار في هذين الموقعين قد يخالف قوانين حقوق الإنسان في إيرلندا والاتحاد الأوروبي.[186] وأعلن كيني أنّه سيجري "مراجعة شاملة" لهذه الترتيبات.[185] وحتى 30 يناير، مُنِع مسافر واحد من الصعود إلى الطائرة في مطار دبلن.[185]
- هولندا – أعلنت الحكومة الهولندية، التي كانت في مفاوضات لإدخال نظام التفتيش المسبق في مطار سخيبول، أنّ هذه المفاوضات عُلِّقت نتيجة القرار.[187]
- السويد – ذكرت وزيرة الخارجية السويدية مارغوت فالستروم في تغريدة أنّها "قلقة للغاية" بشأن القرار، وأعربت عن خشيتها من أن يخلق "انعدام ثقة بين الناس".[188]
- التشيك – أشاد الرئيس التشيكي ميلوش زيمان بالقرار.[175][189]
- إيطاليا – قال وزير الخارجية الإيطالي أنجلينو ألفانو إنّ ترامب "لا يفعل شيئًا سوى تنفيذ وعوده"، وإنه لا ينبغي للأوروبيين انتقاده لأنّ "لدينا نحن أيضًا جدرانًا في أوروبا".[181]
- بولندا – دافع وزير الخارجية البولندي فيتولد فاشيكوفسكي عن الحظر، مؤكّدًا أنّ لكل دولة ذات سيادة الحق في تقرير سياستها الخاصة بالهجرة. وأضاف أنّه ليس هناك أي دولة مُلزَمة بقبول المهاجرين، مشيرًا إلى أنّ ترامب انتُخب رئيسًا وله الحق في فرض الحظر.[190]

### القادة في العالم الإسلامي
- إيران – وصف المرشد الأعلى آية الله خامنئي ووزارة الخارجية الإيرانية قرار ترامب بأنه إهانة للعالم الإسلامي وغير مثمر في محاولة مكافحة التطرف. وأعلنت الوزارة أنّ إيران ستتخذ "إجراءات متبادلة من أجل حماية حقوق مواطنيها".[191][192] ونقلت وكالة فارس للأنباء في 31 يناير عن وزير الخارجية محمد جواد ظريف قوله إن الحكومة لن تصدر تأشيرات دخول للأمريكيين، إلا في بعض الحالات التي سيُنظر فيها عبر لجنة جديدة أُنشئت في وزارة الخارجية.[193] وأشار أكبر رنجبرزاده، النائب عن التيار الأصولي، إلى أنّ الحكومة "كانت قد وعدت بإعادة الكرامة لجواز السفر الإيراني، لكن ذلك لم يتحقق، بل إن أمريكا تتعامل مع الإيرانيين كأمة مستعمَرة".[194] وفي إجراء متبادل في 3 فبراير، حظرت الحكومة الإيرانية في البداية مشاركة المصارعين الأمريكيين في كأس العالم للمصارعة الحرة لعام 2017 للرجال.[195] غير أنّ الحظر رُفع بعد فترة وجيزة عقب تعليق محكمة أمريكية قيود السفر الواردة في الأمر التنفيذي لترامب.[196] كما وجّه 72 أستاذًا من جامعة شريف للتكنولوجيا رسالة إلى الحكومة الإيرانية طالبوا فيها بالرد على حظر ترامب عبر سنّ قانون يُسهّل دخول المواطنين الأمريكيين إلى إيران ومنحهم التأشيرة مباشرة عبر مطارات إيران خلال التسعين يومًا المقبلة، حتى "يختبروا كرم الضيافة وسلمية الشعب الإيراني عن قرب".[197]
- الإمارات العربية المتحدة – في 1 فبراير، أصبحت الإمارات أول دولة ذات أغلبية مسلمة تدعم القرار.[198] وقال وزير الخارجية الشيخ عبد الله بن زايد آل نهيان إنّ معظم دول العالم ذات الأغلبية المسلمة غير مشمولة بالقرار، الذي وصفه بأنه مؤقت و"قرار سيادي" للولايات المتحدة.[198][199]
- سوريا – في 16 فبراير، أعرب الرئيس السوري بشار الأسد عن دعمه للأمر التنفيذي لترامب.[200] وخلال مقابلة مع وسائل إعلام فرنسية، أوضح أنّ "الأمر التنفيذي ليس موجّهًا ضد الشعب السوري، بل ضد الإرهابيين الذين قد يتسللون ضمن بعض المهاجرين واللاجئين إلى العالم الغربي. وقد حدث ذلك في أوروبا، خصوصًا في ألمانيا، وقد يحدث في الولايات المتحدة مستقبلًا".[201]
- العراق – جاء رد الحكومة العراقية متباينًا. فقد ذكرت الحكومة العراقية أنها تتفهم المخاوف الأمنية التي دفعت ترامب إلى حظر دخول المواطنين العراقيين إلى الولايات المتحدة، لكنها شددت على ضرورة مراعاة "العلاقة الخاصة" بين البلدين. وفي المقابل، دعت لجنة العلاقات الخارجية في البرلمان العراقي الحكومة إلى الرد بالمثل وطرد جميع المواطنين الأمريكيين من العراق. كما أدانت قوات الحشد الشعبي ذات الغالبية الشيعية الحظر ودعت إلى طرد الأمريكيين، وكذلك فعل رجل الدين الشيعي البارز مقتدى الصدر.[202][203]
- السودان – أصدرت السودان بيانًا وصفت فيه القرار بأنه "مؤسف للغاية". وجاء في البيان: "من المؤسف بشكل خاص أن يتزامن هذا القرار مع التحرك التاريخي بين البلدين لرفع العقوبات الاقتصادية والتجارية… وفي الوقت الذي كانت تستعد فيه المؤسسات الاقتصادية والمالية ورجال الأعمال في البلاد لمواصلة تطوير مشاريعهم الاستثمارية".[202]
- اليمن – لم تُصدر الحكومة اليمنية ردًا، لكن سفارة اليمن في واشنطن نشرت تحذيرًا على فيسبوك لمواطنيها بشأن قيود السفر، ونصحتهم بعدم السفر من وإلى أمريكا.[202]
- المملكة العربية السعودية – دافعت السعودية عن القرار بعد اجتماع بين ترامب وولي ولي العهد الأمير محمد بن سلمان، وأصدرت بيانًا قالت فيه: "لا تعتقد السعودية أن هذا الإجراء يستهدف الدول المسلمة أو دين الإسلام، بل هو قرار سيادي يهدف إلى منع دخول الإرهابيين إلى الولايات المتحدة الأمريكية".[204]
- تركيا – انتقدت تركيا القرار، حيث غرّد نائب رئيس الوزراء محمد شيمشك بأن اللاجئين الممنوعين من دخول الولايات المتحدة مُرحَّب بهم في تركيا.[205]

### مسيحيو الشرق الأوسط
ندد القادة المسيحيون في الشرق الأوسط بالأمر التنفيذي. صرّح لويس رافائيل الأول ساكو، بطريرك بابل للكلدان الكاثوليك ورئيس الكنيسة الكلدانية الكاثوليكية، قائلاً: "إن التمييز بين المضطهدين والمُعانين على أساس الدين يُلحق الضرر بمسيحيي الشرق. ويُقدّم حججًا لجميع الدعاية والتحيزات التي تُهاجم المجتمعات المسيحية". وقال الأب رفعت بدر، رئيس المركز الكاثوليكي للدراسات والإعلام في الأردن: "المسيحيون جزء لا يتجزأ من الشرق الأوسط، ولا يقبلون أن يُعاملوا بمعزل عن مواطنيهم المسلمين".

### آخرون
في الهند، أشاد رئيس وزراء ولاية أوتار براديش، يوغي أديتياناث، بقرار الرئيس الأمريكي دونالد ترامب بحظر دخول مواطني 7 دول ذات أغلبية مسلمة إلى الولايات المتحدة، ودعا الهند إلى تبني سياسات مماثلة للتصدي للإرهاب. ولم يُبدِ رئيس الوزراء الياباني شينزو آبي أي تعليق على قرار ترامب، بعد أن سأله زعيم الحزب الديمقراطي الياباني. ولم يُدلِ بأي تعليقات، بينما علّق قادة دول أخرى على القرار. ولم يتخذ آبي أي إجراء ردًا على ذلك. وطالبت هيومن رايتس ووتش آبي بالضغط على ترامب.

## السياسيون والجماعات ذات اليمين المتطرف واليمين البديل
وقد أشادت بعض الجماعات والسياسيين اليمينيين المتطرفين في أوروبا بالأمر التنفيذي. كما قال السياسي الهولندي جيرت فيلدرز، زعيم حزب من أجل الحرية، إنه يؤيد الإجراء كما فعل ألكسندر غاولاند من حزب البديل من أجل ألمانيا (AfD) الشعبوي اليميني. ورحب نايجل فاراج، الزعيم السابق لحزب استقلال المملكة المتحدة، بالأمر التنفيذي ودعا بلاده إلى تكراره، كما فعل ماتيو سالفيني من حزب ليجا نورد الإيطالي والسيناتور الإيطالي ماوريتسيو جاسباري ‏. وأيدت مارين لوبان ، مرشحة الرئاسة الفرنسية عام 2017، الأمر التنفيذي، مشيرة إلى أن العديد من الدول ذات الأغلبية المسلمة لديها حظر سفر دائم ضد المواطنين الإسرائيليين، في حين أن الأمر التنفيذي لترامب هو إجراء مؤقت. وتحدثت ماريون، ابنة أخت لوبان، أيضًا لصالح الأمر.
أشادت بعض جماعات " اليمين البديل " الصليبية، بما في ذلك القوميون البيض ومعادو السامية ومنظرو المؤامرة وجماعة كو كلوكس كلان، بالأمر التنفيذي. كان موقع النازيين الجدد "ذا ديلي ستورمر " "مسرورًا للغاية" بشأن حظر الهجرة. أفاد مركز قانون الحاجة الجنوبي (SPLC) أن أندرو أنجلين ‏ من موقع " ذا ديلي ستورمر" دعا إلى اعتقال القاضية آن دونيلي، التي أصدرت أمرًا مؤقتًا بوقف بعض أحكام الأمر التنفيذي.

## الفنون
قالت الممثلة الإيرانية ترانه عليدوستي، التي رُشِّح فيلمها "البائع" لجائزة الأوسكار، إنها ستقاطع الحفل احتجاجًا على حظر التأشيرات. قد يُمنع أصغر فرهادي، مخرج الفيلم، من حضور الحفل بموجب شروط برنامج ترامب. أصدرت أكاديمية فنون وعلوم الصور المتحركة، التي تُقيم الحفل، بيانًا يدين حظر السفر. تحدث الممثل الكوميدي ديف شابيل أيضًا ضد الأمر التنفيذي في دايتون بولاية أوهايو. كتبت إيلي جولدينج أن الأمر كان "مرعبًا". دعا إيوان ماكجريجور زملائه البريطانيين إلى "اتخاذ موقف". حثت كايتلين موران الناس على الاشتراك في الصحف التي تشكك في ترامب. أعربت نادية حسين عن حزنها إزاء الأمر. أشارت الممثلة الإيرانية السوداء يارا شهيدي، "لدي عائلة موجودة بالفعل في الولايات المتحدة، ولدي عائلة في إيران. كانت هذه هدية عيد ميلادي المبكرة".
انتشر انتقاد الأمر التنفيذي على نطاق واسع في حفل توزيع جوائز نقابة ممثلي الشاشة الثالث والعشرين . وصفه ديف باتيل بأنه "فظيع ومثير للانقسام". وقال ريز أحمد : "الآن ليس وقتًا للهروب من الواقع ". وقال جون ليجند : "أعتقد أن بلدنا يجب أن يكون منفتحًا وشاملًا، وخاصة للاجئين الفارين من المناطق التي مزقتها الحرب". كان يسير على السجادة الحمراء، حمل سيمون هيلبيرج لافتة كُتب عليها "مرحبًا باللاجئين". وكانت زوجته، جوسلين تاون ‏، تحمل عبارة "دعوهم يدخلون" مكتوبة على صدرها. وقالت جوليا لويس دريفوس : "هذا الحظر على المهاجرين وصمة عار وهو غير أمريكي". وكتب أشتون كوتشر، الذي جاءت زوجته ميلا كونيس إلى الولايات المتحدة بتأشيرة لاجئ، "دمي يغلي الآن!"  كتبت كيري واشنطن أنها كانت "مريضة في معدتها" بسبب الحظر.
في حفل توزيع جوائز جرامي السنوي التاسع والخمسين، وصف بوستا رايمز ترامب بأنه "الرئيس العامل البرتقالي" وشكره على "محاولته الفاشلة لحظر المسلمين".

## الرياضة
قال العداء البريطاني لمسافات طويلة السير مو فرح، الذي ولد في الصومال ولكنه يحمل جواز سفر بريطاني فقط ويعيش ويتدرب في ولاية أوريغون، إن "ترامب يبدو وكأنه جعلني غريبًا" وأنه "من المقلق للغاية" أنه لن يتمكن من التدريب في ولاية أوريغون أو لم شمله مع عائلته بموجب شروط الأمر التنفيذي؛ كما لفت الانتباه إلى الفرق بين تصرفات ترامب وتصرفات الملكة إليزابيث الثانية، التي منحت فرح لقب فارس في وقت سابق من هذا العام. بعد التوضيح، قال فرح إنه "ارتاح" لأنه سيكون قادرًا على العودة إلى عائلته في الولايات المتحدة 
كتب سامي زين، المصارع السوري الكندي المحترف، على تويتر: "لا أستطيع التعبير عن مدى اشمئزازي الآن". كتبت المبارزة الأمريكية ابتهاج محمد : "تنوعنا يجعل بلدنا قويًا". كتب ديل إيرنهاردت جونيور، سائق سباقات سيارات محترف: "هاجرت عائلتي من ألمانيا في القرن الثامن عشر هربًا من الاضطهاد الديني. أمريكا من صنع المهاجرين". اقتبست لاعبة الفنون القتالية المختلطة روندا راوزي من فيلم " العملاق الجديد ‏ " مع هاشتاغ : مقاومة. قال لاعب خط الهجوم في فريق كرة القدم الأمريكية ريان هاريس إن الأمر "من كتاب قواعد الكراهية". كتبت أرملة بات تيلمان، الذي ترك مسيرته في كرة القدم للخدمة في الجيش بعد هجمات 11 سبتمبر، على فيسبوك: "هذه ليست الدولة التي حلم بها [بات]، وليست ما خدم من أجله، وليست ما مات من أجله". وصف لاعب هوكي الجليد اللبناني الكندي، ناظم قادري ‏، الحظر بأنه "مؤسف".
تحدث مجتمع كرة القدم مع مايكل برادلي، قائد فريق كرة القدم الوطني للرجال في الولايات المتحدة، حيث كتب أنه "حزين ومحرج" من الأمر التنفيذي، مضيفًا أن "حظر المسلمين هو مجرد أحدث مثال على شخص لا يمكن أن يكون أكثر انقطاعًا عن بلدنا والطريقة الصحيحة للمضي قدمًا"، بينما وصفت بيكي ساوربرون، القائدة المشاركة لفريق كرة القدم الوطني النسائي في الولايات المتحدة، الأمر التنفيذي بأنه "غير أمريكي". أيد أليخاندرو بيدويا ودارلينجتون ناجبي وساشا كلجيستان مشاعر برادلي، حيث قال بيدويا، "إن [فريقنا الوطني] هو تجسيد للتنوع في أمريكا وما تدور حوله أمريكا". وعلى عكس زملائه في الفريق، تحدث جيف كاميرون دعمًا للأمر التنفيذي، قائلاً، "إن التوقف المؤقت للهجرة لغرض تقييم وتحسين إجراءات التدقيق أمر منطقي".
كما أدان أعضاء مجتمع كرة السلة الأمر التنفيذي. قال حكيم عليوان، لاعب قاعة مشاهير كرة السلة الأمريكي من أصل نيجيري : "لا أصدق أنه يحاول تطبيق ذلك بالفعل". ووصف ماجيك جونسون الأمر بأنه "غير أمريكي" وقال: "يجب على ترامب أن يتوقف عن التصرف كديكتاتور". وكتب ستيف ناش : "الحرية والتحرر [يبدآن] في حزم أمتعتهما". وكتب نذير محمد : "إنه يوم عصيب عندما تكتشف أن الكثير ممن كنت تظنهم معجبين أو أصدقاء يكرهونك حقًا ويكرهون كل ما تؤمن به". وكتب إينيس كانتر، التركي الأصل: "ما زلت غير مصدق بشأن [حظر المسلمين]". واعتذر جيريمي لين، الأمريكي من أصل صيني، للأشخاص المتضررين من الأمر التنفيذي، ثم أضاف: "هذا الأمر خرج عن السيطرة حقًا". وصفت روندا هوليس-جيفرسون الأمر التنفيذي بأنه "هراء". وقال لول دينج، وهو بريطاني من أصل سوداني : "اللاجئون أعضاء منتجون في المجتمع. من المهم أن نُضفي طابعًا إنسانيًا على تجارب الآخرين". وقال كايل لوري : "بلادنا أرض الأحرار، وأعتقد أن حدوث ذلك محض هراء".
وصف ماساي أوجيري، ‏ رئيس فريق تورنتو رابتورز، الأمر بأنه "سخيف". وكتب ألكسندر لاسري، نائب الرئيس الأول لفريق ميلووكي باكس، قائلاً: "هذا لا يعكس هويتنا كدولة، ولا يرقى إلى مستوى مُثُلنا العليا". وقال ستيف كير، المدرب الرئيسي لفريق غولدن ستايت ووريورز : "ما يحدث الآن مُخيف ومُقلق للغاية". وقارن ستان فان جندي، المدرب الرئيسي لفريق ديترويت بيستونز، الأمر باعتقال اليابانيين خلال الحرب العالمية الثانية وتسجيل هتلر لليهود. وقال غريغ بوبوفيتش، المدرب الرئيسي لفريق سان أنطونيو سبيرز، إن "الطرح... كان أشبه بـ "كيستون كوبس" بكل المقاييس من حيث الموضوعية".
أعرب بطل المصارعة الأمريكي جوردان بوروز -الذي شارك للتو في كأس العالم للمصارعة عام 2017 في إيران- عن معارضته للأمر، قائلاً إنه لم يشعر أبدًا بأي سوء نية تجاهه في إيران، "بل على العكس تمامًا".

## مجتمع الأعمال

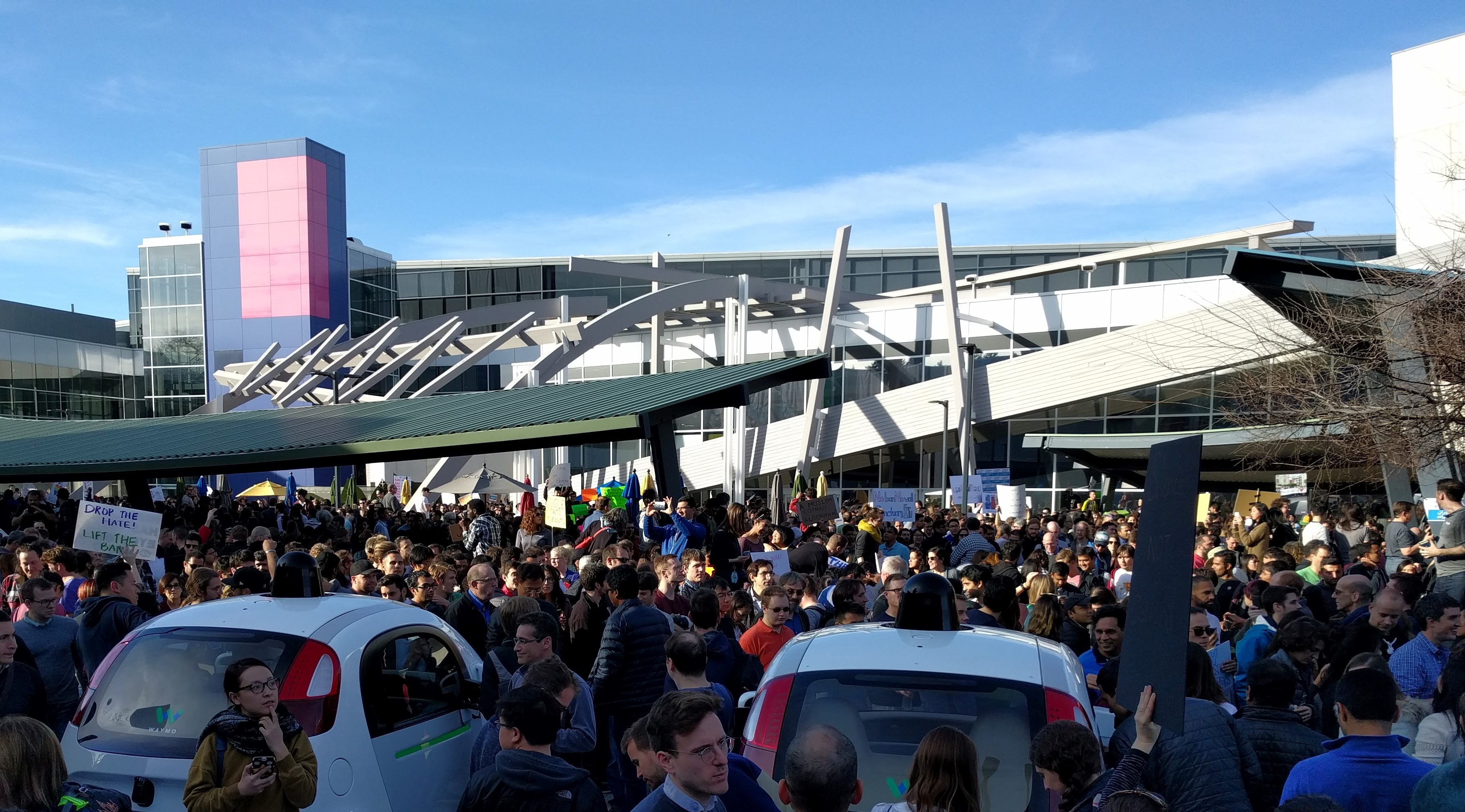
احتجاجات في المقر الرئيسي لشركة جوجل في ماونتن فيو، 30 يناير 2017. قام 2000 موظف من جوجل من مختلف الجامعات حول العالم بالإضراب

علق العديد من المديرين التنفيذيين والمحللين، بما في ذلك ستيف أودلاند ‏ الرئيس التنفيذي السابق لشركة أوفيس ديبوت ‏ وأوتوزون، بأن الأمر لن يؤدي إلى تغييرات كبيرة في ممارسات توظيف تكنولوجيا المعلومات بين الشركات الأمريكية لأن البلدان المتضررة ليست المصدر الأساسي للمواهب الأجنبية.
إغلاق المحلات التجارية الصغيرة والمقاهي في مدينة نيويورك المملوكة للمهاجرين اليمنيين من الظهر حتى الثامنة في الساعة 12:00 مساءً يوم 2 فبراير احتجاجًا على الأمر التنفيذي. وأعرب عمدة نيويورك، بيل دي بلاسيو، عن دعمه للاحتجاج على تويتر.

## الأسواق المالية
شهد سوق الأسهم أكبر انخفاض له في عام 2017، حيث تفاعل المستثمرون مع القيود المفروضة على الهجرة. ومع استمرار حالة عدم اليقين بشأن الأمر التنفيذي، بدأ المستثمرون في "التخلص من الأسهم والدولار"، مما تسبب في انخفاض مؤشر داو جونز الصناعي إلى ما دون 20,000. كما أغلقت الأسواق الأوروبية والآسيوية عند معدلات أقل بسبب حالة عدم اليقين المحيطة بالأمر التنفيذي.

## الرأي العام
في 28 يناير/كانون الثاني، ناقش موقع FiveThirtyEight ‏ الحظر، قائلاً: "إن نطاق الأمر التنفيذي لترامب يجعلنا في وضعٍ غامض إلى حدٍ كبير. استطلاعات الرأي السابقة لا تُفيد إلا قليلاً، لأن معظمها لم يسأل عن إجراءاتٍ واسعة النطاق كتلك التي اتخذها ترامب". وبتلخيص استطلاعات الرأي السابقة، وجد الموقع أن الأمريكيين عمومًا يؤيدون خفض أعداد المهاجرين واللاجئين المقبولين، لكنهم يعارضون حظر الهجرة على أساس ديني والحظر الشامل.
أظهرت استطلاعات الرأي التي أُجريت بعد صدور الأمر التنفيذي انقسامًا في الرأي العام الأمريكي بشأن الأمر. أسفرت استطلاعات الرأي المختلفة عن نتائج مختلفة، بناءً على كيفية طرح السؤال وصياغته المحددة. بالإضافة إلى ذلك، كانت بعض أجزاء الأمر أكثر شعبية من غيرها؛ وهي خصوصية تعكس، وفقًا لصحيفة واشنطن بوست، "مواقف معقدة" من جانب الجمهور الأمريكي.
وقد أسفرت عدد من المسوحات الوطنية التي أجريت في الأيام التي أعقبت صدور الأمر عن نتائج متناقضة: 
- أجرت شركة راسموسن ريبورتس  [لغات أخرى]‏ استطلاع رأي قبل صدور الأمر التنفيذي (25-26 يناير)، وسألت الناخبين الأمريكيين المحتملين عما إذا كانوا "يؤيدون أم يعارضون حظرًا مؤقتًا على اللاجئين من [الدول السبع المدرجة] حتى تُحسّن الحكومة الفيدرالية قدرتها على منع الإرهابيين المحتملين من القدوم إلى الولايات المتحدة؟" [2] وقد وجد الاستطلاع أن 57% أيدوا، و33% عارضوا، و10% لم يحسموا أمرهم.[264] وتشير صحيفة واشنطن بوست إلى أن راسموسن "عادةً ما يُنتج نتائج استطلاعات رأي أكثر تأييدًا للجمهوريين من غيره من مُستطلعي الرأي".[2]
- أجرى معهد إبسوس / رويترز استطلاع رأي في الفترة من 30 إلى 31 يناير/كانون الثاني، سأل فيه المشاركين عما إذا كانوا "يوافقون أو لا يوافقون على الأمر التنفيذي الذي وقعه الرئيس ترامب والذي يمنع اللاجئين ويحظر على الأشخاص من سبع دول ذات أغلبية مسلمة دخول الولايات المتحدة" [2][265] . وأظهر الاستطلاع أن 26% "يوافقون بشدة"؛ و22% "يوافقون إلى حد ما"؛ و14% "يختلفون إلى حد ما"؛ و27% "يختلفون بشدة" (بإجمالي 48% يوافقون مقابل 41% لا يوافقون).[2] وجد الاستطلاع نفسه أن الأغلبية وافقت على أن "الولايات المتحدة يجب أن تحد من عدد اللاجئين المسموح لهم بدخول البلاد (66% موافقون، 26% غير موافقين)؛ وأن الولايات المتحدة يجب أن ترحب باللاجئين من جميع النزاعات، وليس فقط بعض النزاعات (56% موافقون، 31% غير موافقين)، وأن الولايات المتحدة يجب أن تفتح الحدود أمام الفارين من داعش (49% موافقون، 40% غير موافقين). لم توافق أغلبية الأمريكيين على أن الولايات المتحدة يجب أن تعطي الأولوية للاجئين المسيحيين على المسلمين (57% غير موافقين، 28% موافقين). يتفق الأمريكيون على أن جميع الدول يجب أن تفتح حدودها أمام لاجئي النزاعات الأجنبية (48% موافقون، 42% غير موافقين)، وأن تحديد مجموعة على أساس ديني ينتهك المبادئ الأمريكية (44% موافقون، 39% غير موافقين).[266] انقسم دعم حظر السفر على أسس حزبية. عارضت أغلبية الديمقراطيين بشدة حظر ترامب، بينما وافقت أغلبية الجمهوريين بشدة. كما وجد الاستطلاع أن الجمهوريين كانوا أكثر احتمالًا بثلاث مرات من الديمقراطيين للاعتقاد بأن "حظر الأشخاص من الدول الإسلامية ضروري لمنع "الإرهاب".[266] كما وجد استطلاع إبسوس/رويترز أن 31% من الأميركيين يعتقدون أن الحظر جعلهم أكثر أمانًا؛ وشعر 26% بأمان أقل بعد الأمر التنفيذي، وقال 33% إنه لن يحدث فرقًا.[266] 72% من الديمقراطيين و45% من الجمهوريين، لم يوافقوا على أن البلاد يجب أن "ترحب باللاجئين المسيحيين، ولكن ليس باللاجئين المسلمين".[266]
- أجرى معهد غالوب استطلاع رأي في 30 يناير/كانون الثاني، سأل فيه البالغين الأمريكيين عمّا إذا كانوا يوافقون على قرار ترامب بفرض "حظر مؤقت على دخول معظم الأشخاص من سبع دول ذات أغلبية مسلمة إلى الولايات المتحدة".[2] عارض 55% القرار، بينما أيده 42%، ولم يُبدِ 3% رأيهم.[267] عارضت غالبية الأمريكيين التعليق غير المحدود لبرنامج اللاجئين السوريين الأمريكي (36% يوافقون، 58% يرفضون).[267] وكان هناك انقسام حزبي كبير؛ إذ أيد 71% من الجمهوريين منع اللاجئين السوريين، بينما أيده 35% فقط من المستقلين و10% من الديمقراطيين.[267]
- أظهر استطلاع رأي أجرته سي إن إن / أو أر سي  [لغات أخرى]‏ بين البالغين الأمريكيين، في الفترة من 31 يناير إلى 2 فبراير، أن 47% يؤيدون الأمر التنفيذي، بينما يعارضه 53%. ووافقت الأغلبية على أن الحظر يجعل الولايات المتحدة أقل أمانًا من الإرهاب (46%)، مقابل جعله أكثر أمانًا (41%). ويعتقد عدد أكبر من الأمريكيين أن الأمر يضر بالقيم الأمريكية (49%) بدلًا من حمايتها (43%). وكما هو الحال في الاستطلاعات الأخرى، كان هناك انقسام حزبي عميق؛ إذ يعارض 88% من الديمقراطيين الأمر، بينما يؤيده 88% من الجمهوريين. (يميل المستقلون ضد الأمر، بينما يعارضه 54%).[268]
- أظهر استطلاع رأي أجرته مؤسسة بوليتيكو / مورنينج كونسلت  [لغات أخرى]‏ بين الناخبين المسجلين في الولايات المتحدة في الفترة من الثاني إلى الرابع من فبراير، أن 54% من المشاركين قالوا إنهم يوافقون على "القيود الجديدة التي فرضها ترامب على الهجرة" بينما عارضها 38% فقط.[269]

## ملحوظات
1. ↑  قالب:USCSub